# Euphorbia lagascae
Euphorbia lagascae är en törelväxtart som beskrevs av Spreng.. Euphorbia lagascae ingår i släktet törlar, och familjen törelväxter. Inga underarter finns listade i Catalogue of Life.